# Golanka (województwo małopolskie)
Golanka – wieś w Polsce położona w województwie małopolskim, w powiecie tarnowskim, w gminie Gromnik.
Wieś opactwa benedyktynów tynieckich w powiecie bieckim województwa krakowskiego w końcu XVI wieku. W latach 1975–1998 miejscowość administracyjnie należała do województwa tarnowskiego.
Przez miejscowość przebiega droga wojewódzka nr 980.

## Położenie
Znajduje się na obszarze Pogórza Ciężkowickiego. Zabudowania i pola uprawne Golanki zajmują płaskie w tym miejscu dno doliny Rzepianki (na jej prawym brzegu) oraz okoliczne wzniesienia pogórza: Golanka (355 m) i Nosalowa (365 m). Na północnych stokach Golanki znajduje się pochodzący z I wojny światowej cmentarz wojenny nr 147 – Golanka.

## Zabytki
Obiekt wpisany do rejestru zabytków nieruchomych województwa małopolskiego.
- Cmentarz wojenny nr 147

## Galeria zdjęć

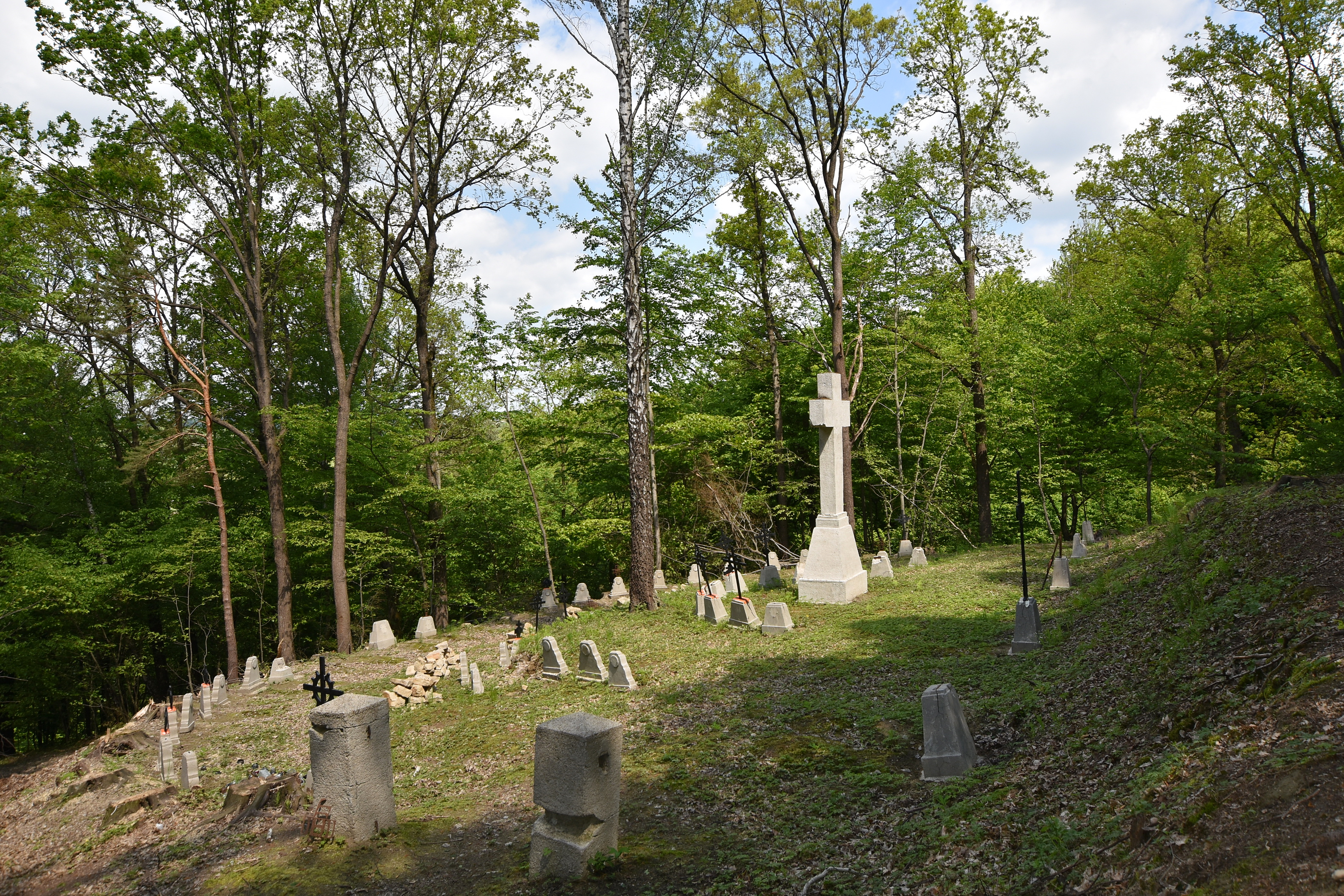
Cmentarz wojenny nr 147